# Gromotuljka
Gromotuljka (mjehurica, lat. Alyssoides), monotipski rod vazdazelenih trajnica iz porodice Brassicaceae. Jedina je vrsta mješinasta gromotuljka ili mjehurica vrečasta, koja raste po Alpama, Apeninima, Balkanskom poluotoku i sjevernoj Turskoj.
Raste i u Hrvatskoj

## Sinonimi zas rod i vrstu
- Cistocarpium Spach
- Vesicaria Tourn. ex Adans.
- Alyssum oederi Durande
- Alyssum utriculatum L.
- Cistocarpium utriculatum (L.) Spach
- Crucifera utriculata (L.) E.H.L.Krause
- Myagrum utriculatum (L.) Bergeret ex DC.
- Vesicaria barrelieri Parl.
- Vesicaria utriculata (L.) DC.